# Enrico Oldoini
Enrico Oldoini (La Spezia, 4 maggio 1946 – Roma, 10 maggio 2023) è stato uno sceneggiatore e regista italiano.

## Biografia
Spezzino di nascita, frequentò l'Università degli Studi di Roma "La Sapienza"; successivamente si iscrisse all'Accademia nazionale d'arte drammatica "Silvio D'Amico". Dopo gli studi di recitazione, iniziò la carriera di sceneggiatore e soggettista con Paolo Cavara, Alberto Lattuada, Pasquale Festa Campanile, Nanni Loy, Sergio e Bruno Corbucci, Maurizio Ponzi, Carlo Verdone, Lina Wertmüller e Marco Ferreri.
Come regista cinematografico, firmò prevalentemente film leggeri come i cinepanettoni. Si ricorda anche Bye Bye Baby, lungometraggio nel quale recitarono Carol Alt, Luca Barbareschi, Brigitte Nielsen e Jason Connery.
Dalla seconda metà degli anni novanta si dedicò prevalentemente a dirigere opere audiovisive destinate alla televisione: le due serie di Dio vede e provvede (1996 e 1997) rappresentarono la sua prima esperienza di regia televisiva, cui fece seguito, nello stesso 1997, il film TV Nuda proprietà vendesi.
Nel 1998 fu l'ideatore della serie televisiva italiana Don Matteo, non basata su un format straniero. In quanto ideatore, venne sempre accreditato nei titoli di testa in tutte le stagioni della serie. Oldoini fu anche coautore del soggetto di serie, oltre che regista di tutti gli episodi della prima stagione e di una parte degli episodi della terza stagione.
Tra gli altri suoi lavori, si segnalano La crociera (2001), Incompreso (2002), A casa di Anna (2004), Capri (2006, coadiuvato da sua moglie, Francesca Marra).
Fu inoltre il regista di entrambe le stagioni de Il giudice Mastrangelo (2005 e 2007) e della prima stagione di Un passo dal cielo (2011).
Nel terzo millennio diresse ancora film, tra cui La fidanzata di papà (2008) e I mostri oggi (2009).
Oldoini è morto il 10 maggio 2023 all'età di 77 anni, per complicazioni della sclerosi laterale amiotrofica che l'aveva colpito cinque anni prima; l'annuncio del decesso è stato dato sui social da Christian De Sica, confermato poi da Carlo Conti durante la 68ª edizione dei David di Donatello.

## Filmografia

### Regista

#### Cinema
- Cuori nella tormenta (1984)
- Lui è peggio di me (1985)
- Yuppies 2 (1986)
- Bellifreschi (1987)
- Bye Bye Baby (1988)
- Una botta di vita (1988)
- Vacanze di Natale '90 (1990)
- Vacanze di Natale '91 (1991)
- Anni 90 (1992)
- Anni 90 - Parte II (1993)
- Miracolo italiano (1994)
- Un bugiardo in paradiso (1998)
- 13dici a tavola (2004)
- La fidanzata di papà (2008)
- I mostri oggi (2009)

#### Televisione
- Dio vede e provvede – serie TV (1996)
- Nuda proprietà vendesi – film TV (1998)
- Dio vede e provvede 2 – serie TV (1998)
- La crociera – miniserie TV (2001)
- Incompreso – miniserie TV (2002)
- Don Matteo – serie TV, episodi 1x01-1x16, 3x01, 3x03, 3x05 e 3x09 (2000-2002)
- A casa di Anna – miniserie TV (2004)
- Il giudice Mastrangelo – serie TV (2005-2006-2007)
- Capri – serie TV, episodi 1x01-1x06 (2006)
- Un passo dal cielo – serie TV, episodi 1x01-1x12 (2011-presente)
- Il restauratore – serie TV, episodi 2x01-2x16 (2014)
- Provaci ancora prof! 6 – serie TV (2015)

### Sceneggiatore

#### Cinema
- ...e tanta paura, regia Paolo Cavara (1976) –anche attore
- Questo sì che è amore, regia Filippo Ottoni (1978)
- Così come sei, regia Alberto Lattuada (1978)
- Ciao, les mecs, regia Sergio Gobbi (1979)
- Il corpo della ragassa, regia Pasquale Festa Campanile (1979)
- Qua la mano, regia Pasquale Festa Campanile (1980)
- Manolesta, regia Pasquale Festa Campanile (1981)
- Zitto quando parli, regia Philippe Clair (1981)
- Nessuno è perfetto, regia Pasquale Festa Campanile (1981)
- Borotalco, regia Carlo Verdone (1982)
- Bingo Bongo, regia Pasquale Festa Campanile (1982)
- Testa o croce, regia Nanni Loy (1982)
- La casa stregata, regia Bruno Corbucci (1982)
- Io, Chiara e lo Scuro, regia Maurizio Ponzi (1983)
- Sing Sing, regia Sergio Corbucci (1983)
- Acqua e sapone, regia Carlo Verdone (1983)
- Son contento, regia Maurizio Ponzi (1983)
- Al bar dello sport, regia Francesco Massaro (1983)
- Sotto... sotto... strapazzato da anomala passione, regia Lina Wertmüller (1984)
- Cuori nella tormenta, regia Enrico Oldoini (1984)
- Lui è peggio di me, regia Enrico Oldoini (1985)
- Una spina nel cuore, regia Alberto Lattuada (1986)
- I Love You, regia Marco Ferreri (1986)
- Yuppies 2, regia Enrico Oldoini (1986)
- Bellifreschi, regia Enrico Oldoini (1987)
- Bye Bye Baby, regia Enrico Oldoini (1988)
- Una botta di vita, regia Enrico Oldoini (1988)
- Tolgo il disturbo, regia Dino Risi (1991)
- Vacanze di Natale '90, regia Enrico Oldoini (1990)
- Vacanze di Natale '91, regia Enrico Oldoini (1991)
- Anni 90, regia Enrico Oldoini (1992)
- Anni 90 - Parte II, regia Enrico Oldoini (1993)
- Miracolo italiano, regia Enrico Oldoini (1994)
- Un bugiardo in paradiso, regia Enrico Oldoini (1998)
- 13dici a tavola, regia Enrico Oldoini (2003)
- La fidanzata di papà, regia Enrico Oldoini (2008)
- I mostri oggi, regia Enrico Oldoini (2009)
- Soundtrack, regia di Francesca Marra (2015)

#### Televisione
- Turno di notte, regia Paolo Poeti (1981)
- Quer pasticciaccio brutto de via Merulana, regia Piero Schivazappa – miniserie TV (1983)
- Dio vede e provvede – serie TV (1996-1997)
- Nuda proprietà vendesi, regia di Enrico Oldoini – film TV, (1997)
- Don Matteo – serie TV (2000-2002) - creatore serie e regista di 2 episodi
- La crociera, regia Enrico Oldoini – miniserie TV (2001)
- Il giudice Mastrangelo – serie TV (2005-2007)
- Natale a 4 zampe, regia Paolo Costella – film TV (2012)